# Splavarska brv
Splavarska brv (Deutsch: Flößersteg) ist eine 2023 eröffnete Fußgänger- und Radfahrerbrücke über die Drau in der Stadtgemeinde Maribor, im Nordosten Sloweniens. 

## Geschichte
Etwas westlich von der heutigen Fußgängerbrücke verband früher die Drau-Brücke auf der Höhe der heutigen Dravska ulica die Altstadt mit dem südlichen Drauufer.

## Lage
Die Brücke verbindet das Altstadtviertel Lent im Stadtbezirk Center am nördlichen Flussufer mit dem Stadtbezirk Magdalena am rechten Drauufer. 
Sie liegt westlich der Alten Brücke (slowenisch: Glavni most, auch Stari most) in deren unmittelbarer Nähe.

## Beschreibung
Die Brücke besteht aus mit Holz verkleideten Stahlträgern. Auf beiden Seiten gibt es Aufzüge für Personen und Fahrräder.